# Manuel Quevedo
Manuel Salvador Quevedo Fernández (geboren in Venezuela) ist ein venezolanischer Militärangehöriger und Politiker.

## Leben
Manuel Quevedo gilt als „Wirtschaftsfachmann“ und „Verwaltungs- und Steuerexperte“. 2005 erlangte er an der US-amerikanischen Queens University of Charlotte seinen Master of Business Administration (MBA). Von 2015 und 2017 war Quevedo Minister für Wohnen und Raum.
Zwischen 2017 und 2020 war er Minister für Petroleum und Präsident des staatlichen Ölkonzerns Petróleos de Venezuela (PDVSA), als solcher war er zwischenzeitlich Präsident der OPEC.

## Sanktionen
Am 15. Februar 2019 verkündete das Office of Foreign Assets Control (OFAC) des United States Department of the Treasury, Quevedo samt vier weiterer Angehöriger der Regierung Nicolás Maduros mit Sanktionen der nordamerikanischen Staaten belegt. Die kanadische Regierung zog am 15. April des Jahres nach und sanktionierte neben Quevedo 42 weitere Regierungsvertreter. Laut der kanadischen Außenministerin Chrystia Freeland seien die Sanktionen aufgrund unmittelbarer, die demokratischen Institutionen untergrabenen Aktivitäten erfolgt.